# Allen Drury
Allen Stuart Drury (Houston, 2 settembre 1918 – San Francisco, 2 settembre 1998) è stato uno scrittore e giornalista statunitense.

## Biografia
Vincitore del Premio Pulitzer per la narrativa nel 1960 grazie al suo primo libro Advise and Consent (1959) da cui il regista Otto Preminger nel 1962 trasse il film Tempesta su Washington

## Opere
- Advise and Consent (1959)
- A Shade of Difference (1962)
- A Senate Journal (1963)
- That Summer (1965)
- Capable of Honor (1966)
- A Very Strange Society (1967)
- Preserve and Protect (1968)
- The Throne of Saturn (1970)
- Courage and Hesitation (1972)
- Come Nineveh, Come Tyre (1973)
- The Promise of Joy (1975)
- A God Against the Gods (1976)
- Anna Hastings (1977)

- Return to Thebes (1977)
- Mark Coffin, U.S.S (1979)
- Egypt: The Eternal Smile (1980)
- The Hill of Summer (1981)
- Decision (1983)
- The Roads of Earth (1984)
- Pentagon (1986)
- The Destiny Makers (1988)
- Toward What Bright Glory (1990)
- Into What Far Harbour? (1993)
- A Thing of State (1995)
- Public Men (1998)